# Unterseeboot U-37 (1914)
Pour les autres navires du même nom, voir Unterseeboot 37.
L'Unterseeboot U-37 était l’un des 329 sous-marins servant dans la Kaiserliche Marine (marine impériale allemande) pendant la Première Guerre mondiale. L'U-37 a été engagé dans la guerre navale et a pris part à la première bataille de l'Atlantique.

## Conception
Les sous-marins de type U 31 étaient des sous-marins océaniques à double coque, similaires aux sous-marins de type 23 et de type 27 par leurs dimensions. Ils n’en différaient que légèrement en termes de propulsion et de vitesse. Ils étaient considérés comme de très bons bateaux de haute mer, avec une manœuvrabilité moyenne et un pilotage facile en surface.
L'U-37 avait une longueur hors tout de 64,70 m. Sa coque pressurisée faisait 52,36 m de long. La largeur du bateau était de 6,32 m, et 4,05 m pour la coque pressurisée. Les U-Boote de type 31 avaient un tirant d'eau de 3,56 m et une hauteur totale de 7,68 à 8,04 m. Les bateaux avaient un déplacement de 685 tonnes en surface et 878 tonnes en immersion.
L'U-37 était équipé de deux moteurs Diesel à deux temps 6 cylindres Germania d’une puissance totale de 1850 ch (1361 kW) pour la navigation en surface, et de deux moteurs électriques à double effet Siemens-Schuckert d’une puissance totale de 1200 ch (883 kW) pour la navigation sous-marine. Ces moteurs entraînaient deux arbres d'hélice avec chacun une hélice de 1,60 m de diamètre, ce qui donnait au bateau une vitesse maximale de 16,4 nœuds (30,4 km/h) en surface et de 9,7 nœuds (18,0 km/h) en immersion. L’autonomie était de 8790 milles marins (16280 km) à la vitesse de croisière de 8 nœuds (15 km/h) en surface, et de 80 milles marins (150 km) à 5 nœuds (9,3 km/h) sous l’eau. La profondeur de plongée maximale était de 50 m.
Le sous-marin était armé de quatre tubes lance-torpilles de 50 cm, deux à l’avant et deux à l’arrière. Il transportait 6 torpilles. De plus, l'U-37 a été équipé en 1915 de deux canons de pont de 8,8 cm SK L/30. L’équipage du bateau était de 4 officiers et 31 matelots.

## Affectations
- IIe flottille : de date de début inconnue au 30 avril 1915

## Commandants
- Kapitänleutnant Erich Wilcke [2] : du 9 décembre 1914 au 30 avril 1915

## Navires coulés
| Date           | Nom        | Nationalité    | Tonnage | Destin.   |
| -------------- | ---------- | -------------- | ------- | --------- |
| 25 mars 1915   | Delmira    | United Kingdom | 3459    | Endommagé |
| 31 mars 1915   | Emma       | France         | 1617    | Coulé     |
| 1er avril 1915 | Seven Seas | United Kingdom | 1194    | Coulé     |